# Липарис (растение)
Липарис, или Лосняк (лат. Liparis) — род цветковых растений трибы Malaxideae семейства Орхидные (Orchidaceae), содержит 428 видов.
Существует одноименный род рыб отряда Скорпенообразные: Liparis L., 1766
Все виды лосняков, произрастающие на территории России, внесены в Красную Книгу РФ, имеют либо ограниченное распространение на территории страны, либо (лосняк Лезеля) малочисленные легко исчезающие популяции, неустойчивые к изменению условий. Хотя лосняки не отличаются особой декоративностью, некоторые виды выращиваются в Японии в качестве садовых растений.

## Этимология названия
Латинское название рода Liparis образовано от греч. λιπαρός — «толстый, полный». Оно было дано за блестящие, маслянистые листья лосняка.
Впервые это название употребил в 1817 году французский ботаник Луи Клод Ришар в публикации «De Orchideis Europaeis Annotationes».

## Ботаническое описание

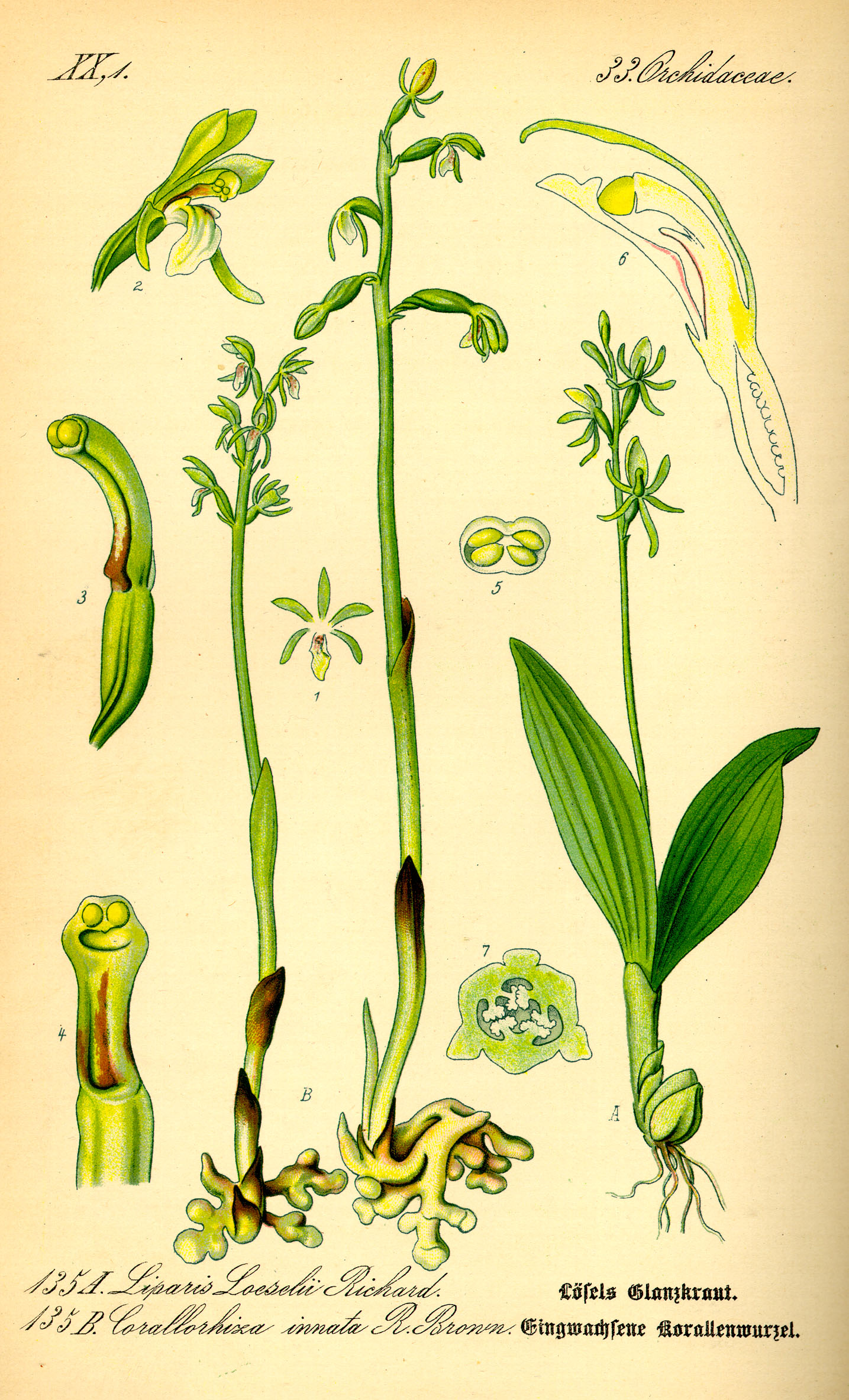
Лосняк Лёзеля (Liparis loeselii).

### Вегетативные органы
Многолетнее корневищное травянистое растение. Неблагоприятный период растение переживает в виде подземного корневища, образующего корни и стебли.
Корни придаточные, тонкие и волокнистые, формируются на корневище. Подземный побег может быть (в зависимости от вида) луковичным или волокнистым. Как правило, имеется 2 псевдолуковицы. От этой части побега отходит короткое корневище.
Надземная часть стебля простая или ветвящаяся, голая, основание стебля может быть прикрыто нижними листьями, редуцированными до чешуй.
Листья располагаются в основном у основания кустика. Их мало (2—7), листовые пластинки от ланцетной до лопатовидной формы, с острыми концами. Имеется множество параллельных жилок. Нижние листья, как было описано выше, редуцированы в чешуи. У некоторых видов листья имеют острые края.

### Генеративные органы

#### Цветки и соцветия
Соцветие — верхушечная кисть, содержит от 3 до 40 цветков. Цветки располагаются в пазухах чешуевидных прицветников на коротких голых цветоножках.
Цветки различных цветов: коричневого, пурпурного, зелёного, жёлтого, красного, оранжевого или комбинации этих цветов. Цветки двуполые, зигоморфные, пятичленные. Околоцветник простой. Перигоний состоит из 2 кругов листочков околоцветника, 2 кругов тычинок, из которых лишь одна фертильна, а остальные атрофированы, 1 круг плодолистиков. Центральный листочек формирует губу (лабеллум). Губа приподнимающаяся, сморщенная, без шпор.
Тычинки с пыльниками срастаются со столбиками, формируя колонку, или гиностемий. Колонка трёхдольная, тонкая и длинная. Пыльники с 4 пыльцевыми мешками. Завязь нижняя, сидячая, образована 3 сросшимися плодолистиками.

#### Плоды и семена
Плод — коробочка, гладкая, может быть крылатой. Семена лишены эндосперма, зародыш развит очень слабо и состоит лишь из нескольких клеток. Растения образуют симбиоз с грибами (микоризу), поскольку из-за малых средств для прорастания семена не могут развиваться без гриба.
Размножение — семенное и вегетативное. При семенном размножении происходит опыление насековыми (энтомофилия) или самоопыление. Вегетативное размножение происходит при участии корневища, имеющего почки, необходимые для формирования нового растения.

## Распространение
Виды рода Лосняк широко распространены в тропиках по всему миру. В Европе встречается только лосняк Лёзеля (Liparis loeselii), этот вид признан редким и находящимся под угрозой исчезновения.

## Таксономия

### Синонимика
- Alipsa Hoffmanns., 1842
- Androchilus Liebm., 1844
- Anistylis Raf.
- Apation Blume ex Ridl.
- Cestichis Lindl., 1887
- Diteilis Raf.
- Dituilis Raf.
- Empusa Lindl., 1824
- Empusaria Rchb.f., 1828
- Gastroglottis Bl., 1825
- Iebine Raf.
- Leptorkis Thouars
- Mesoptera Raf.
- Paliris Dum., 1827
- Platystyliparis Marg.
- Platystylis Lindl., 1828
- Pseudorchis Gray, 1754
- Stichorchis Thouars, 1822
- Sturmia Rchb.f., 1826
- Ypsilorchis Z.J.Liu, S.C.Chen & L.J.Chen[4]

### Виды
По информации базы данных The Plant List, род включает 428 видов. Некоторые из них:
- Liparis bautingensis Tang & F.T.Wang
- Liparis formosana Rchb.f.
- Liparis goodyeroides Schltr.
- Liparis hawaiensis H.Mann
- Liparis liliifolia (L.) Rich. ex Lindl.
- Liparis loeselii (L.) Rich. — Лосняк Лёзеляtypus[6]
- Liparis nervosa (Thunb.) Lindl.
- Liparis nutans (Ames) Ames

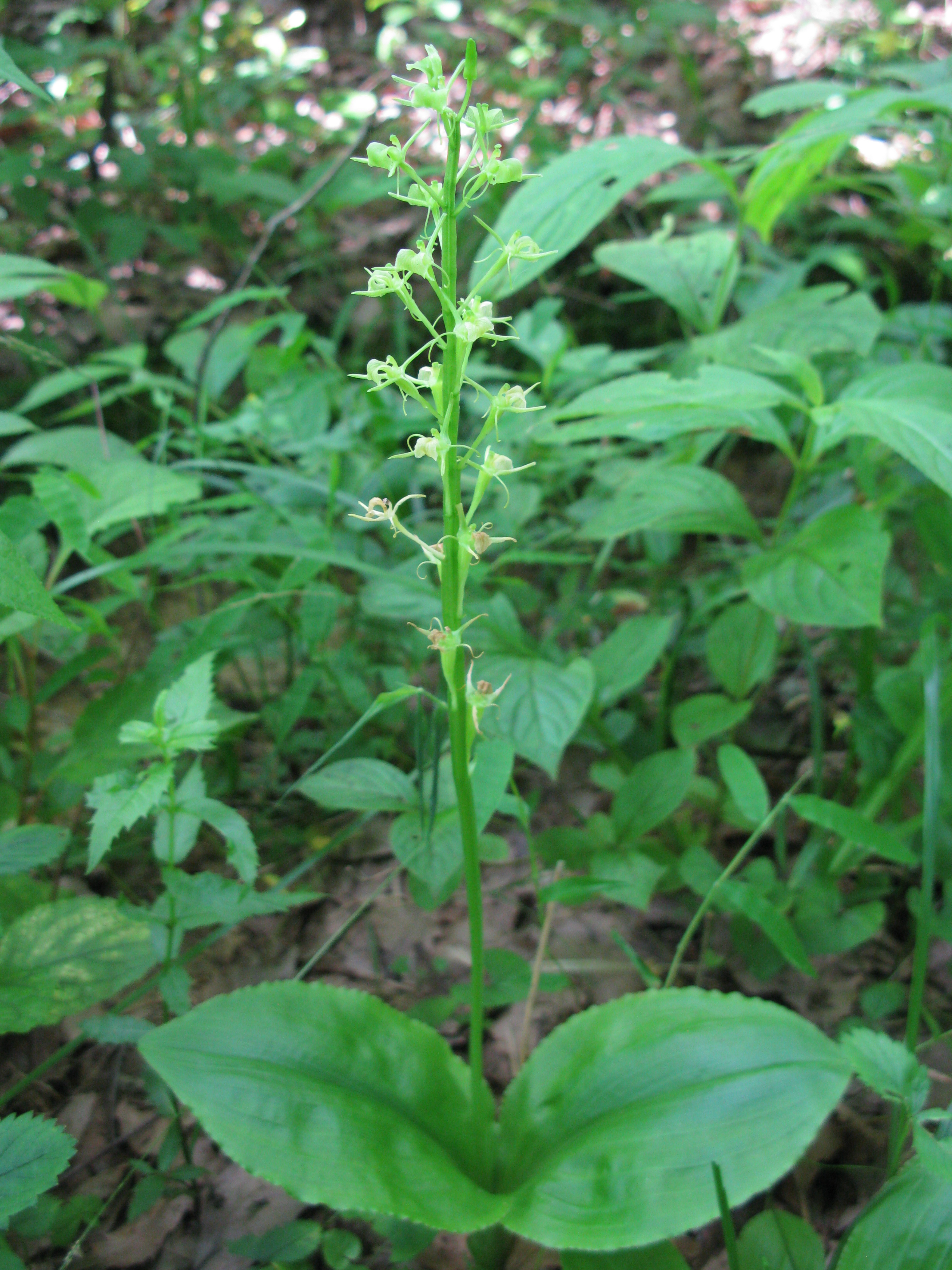
Liparis campylostalix
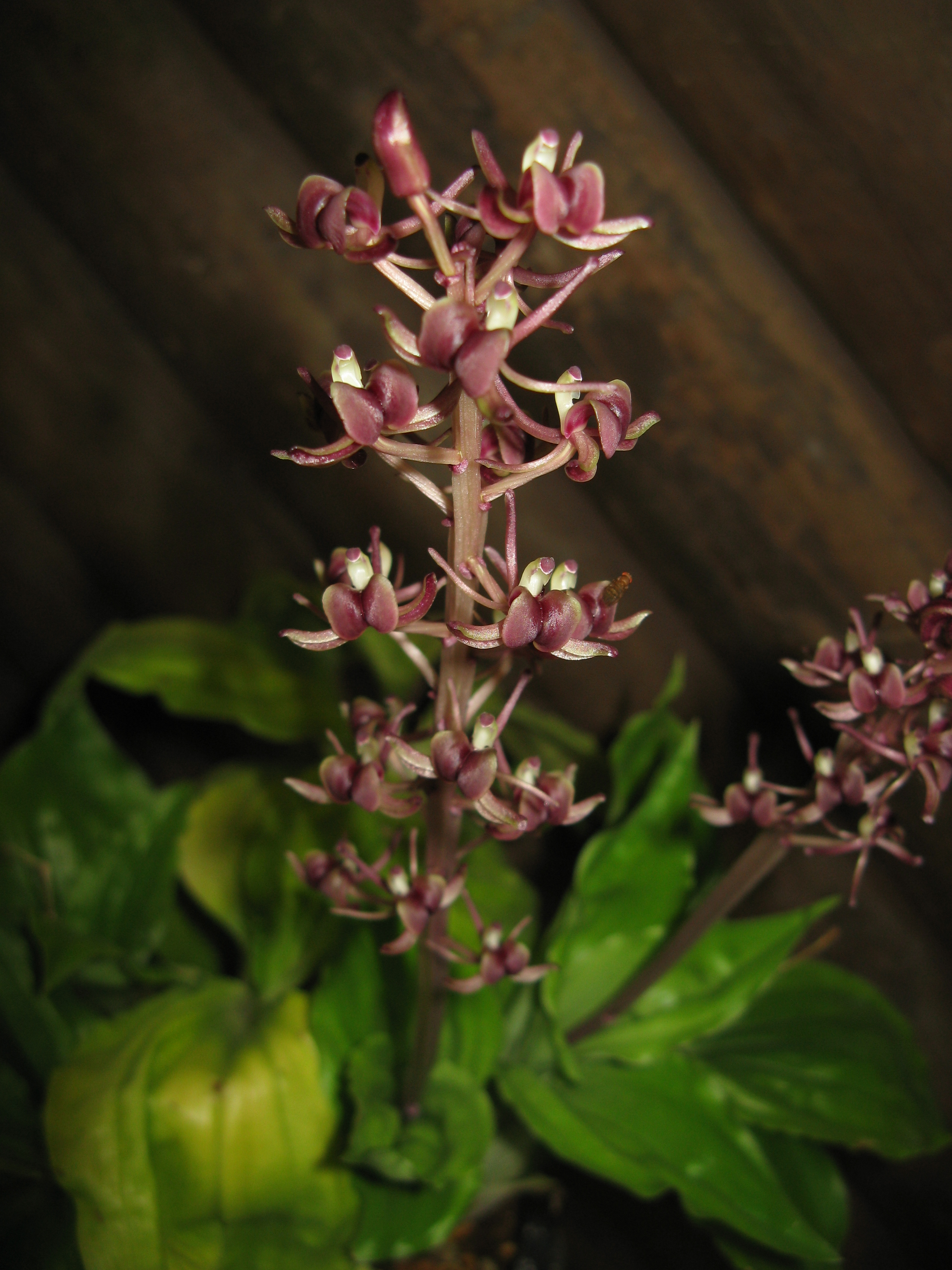
Liparis formosana
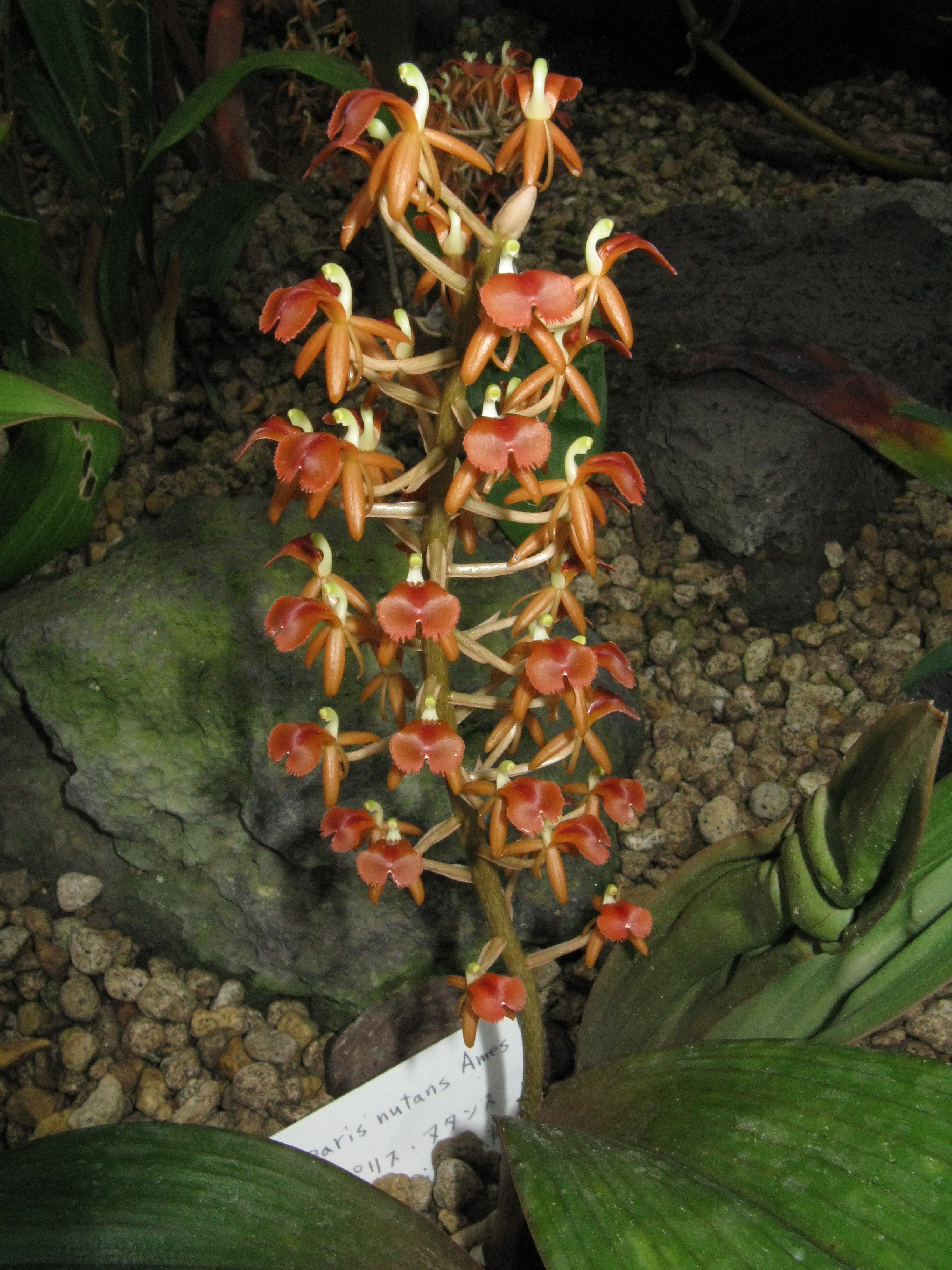
Liparis nutans
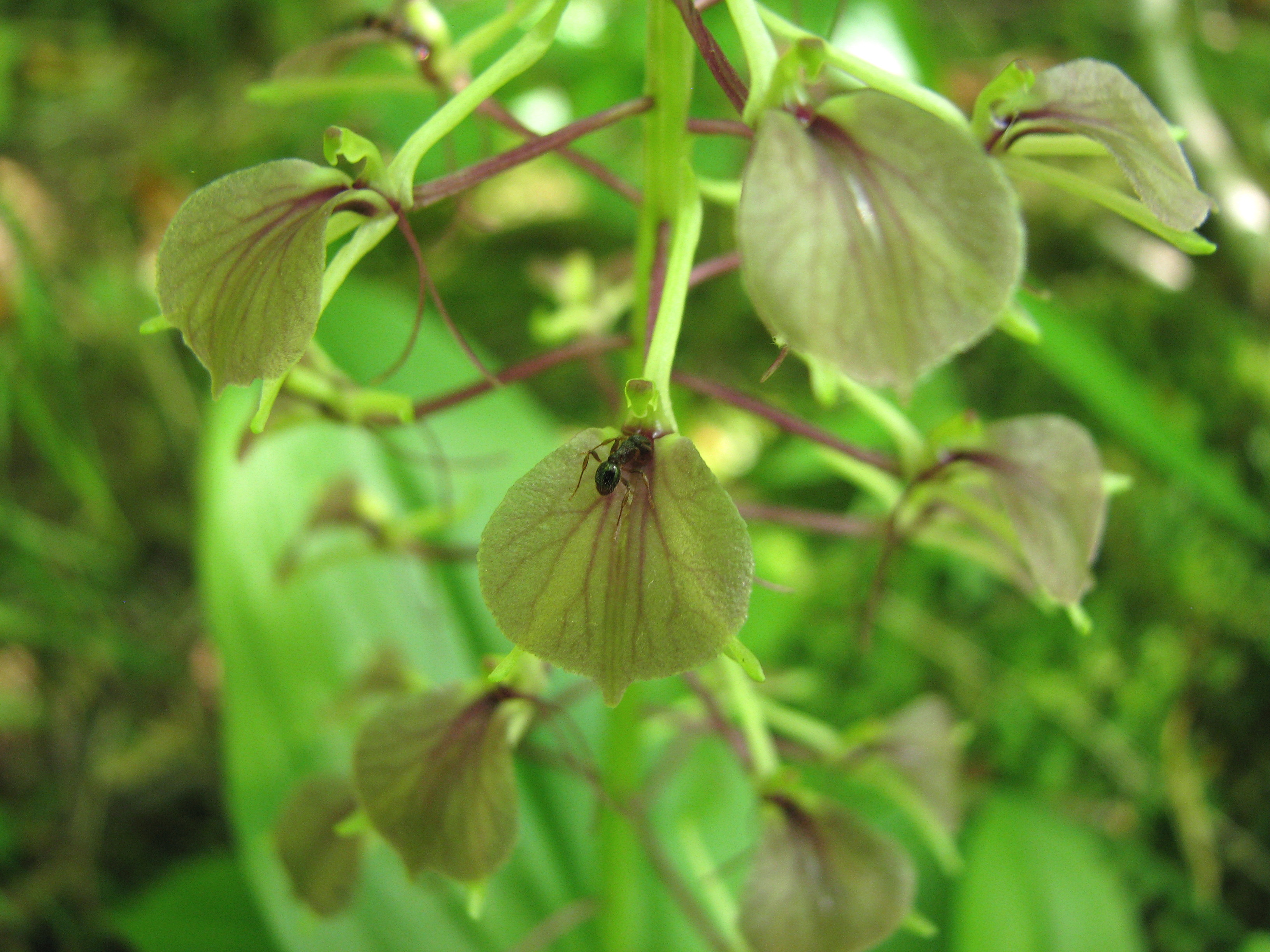
Liparis liliifolia